# NGC 7480B
NGC 7480B је спирална галаксија у сазвежђу Рибе која се налази на NGC листи објеката дубоког неба.
Деклинација објекта је + 2° 32' 26" а ректасцензија 23h 5m 1,7s. Привидна величина (магнитуда) објекта NGC 7480 износи 14,8 а фотографска магнитуда 15,6. NGC 7480B је још познат и под ознакама KUG 2302+022, PGC 85377.